# Ранний Рассвет
Ранний Рассвет (баш. Ранний Рассвет) — деревня в Стерлитамакском районе Республики Башкортостан Российской Федерации. Входит в состав Октябрьского сельсовета.

## География

### Географическое положение
Расстояние до:
- районного центра (Стерлитамак): 15 км,
- центра сельсовета (Октябрьское): 12 км,
- ближайшей ж/д станции (Стерлитамак): 15 км.

## Население
| 2002 | 2009 | 2010 |
| ---- | ---- | ---- |
| 81   | ↗112 | ↗115 |

Национальный состав
Согласно переписи 2002 года, преобладающие национальности — башкиры (35 %), русские (32 %).